# Jimmy White's 'Whirlwind' Snooker
Jimmy White's 'Whirlwind' Snooker är ett snookerspel utvecklat av Archer Maclean och utgivet av Virgin Games för hemdatorer 1991 och tre år senare för Sega Mega Drive. Spelet har fått sitt namn från den brittiska snookerspelaren Jimmy White.
Spelet är en snookersimulator. Man kan spela ensam mot datorn som spelar med varierande skicklighet. Man kan också spela med en kompis. Och så kan man öva, vilket innebär att man kan göra om slag som inte lyckades. Dessutom kan man göra egna trickstötar. Man kan titta på bordet ur olika vinklar och se närbilder av kloten. Om spelaren tar längre tid på sig att stöta, gör kloten grimaser eller håller upp skyltar där de uppmanar spelaren att komma igång med det.
Spelet fick en uppföljare i Jimmy White's 2: Cueball från 1999.